# Орбітальна станція «Мир»
«Мир» («Салют-8») — радянська (пізніше російська) орбітальна станція, що являла собою складний багатоцільовий науково-дослідний комплекс. Базовий блок було виведено на орбіту 20 лютого 1986 року. Потім протягом 10 років один за одним було пристиковано ще шість модулів. У період 1986—2000 рр. станцію відвідало 15 експедицій, з них 14 — міжнародних. Усього на станції працювали 104 космонавти з 12 країн. «Мир» відпрацювала утричі довше спочатку встановленого строку. 23 березня 2001 року станція була затоплена у водах Тихого океану.

## Історія

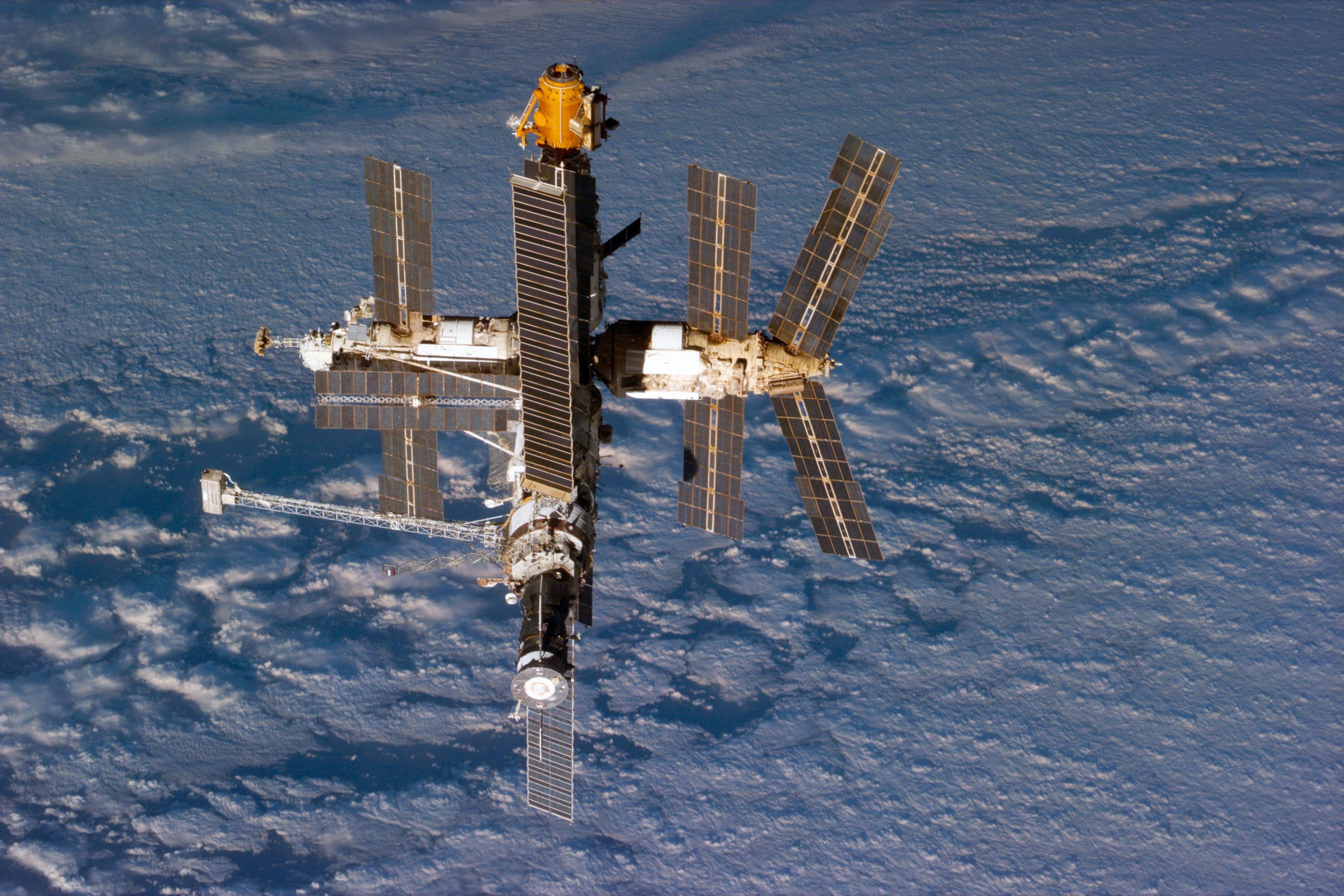
Світлина орбітальної станції «Мир» 24 вересня 1996 року

Проєкт станції став визначатися 1976 року, коли НВО «Енергія» видало «Технічні пропозиції зі створення вдосконалених довгострокових орбітальних станцій». У серпні 1978 року було випущено ескізний проєкт нової станції. У лютому 1979 року розгорнулися роботи зі створення станції нового покоління, почалися роботи над базовим блоком, бортовим і науковим устаткуванням. Але до початку 1984 року всі ресурси було кинуто на програму «Буран», і роботи над станцією виявилися практично замороженими. Допомогло втручання секретаря ЦК КПРС Григорія Романова, що поставило завдання завершити роботи зі станції до XXVII з'їзду КПРС.
Базовий блок було виведено на орбіту 20 лютого 1986 року. Потім протягом 10 років один за одним було пристиковано ще шість модулів.
З 1995 року станцію стали відвідувати іноземні екіпажі. Станцію відвідало 15 експедицій, з них 14 — міжнародних за участю космонавтів Сирії, Болгарії, Афганістану, Франції (5 разів), Японії, Великої Британії, Австрії, Німеччини (2 рази), Словаччини, Канади.
У рамках програми ««Мир — Шаттл» було здійснено сім короткочасних експедицій відвідування за участі корабля «Атлантіс», одна — за участі корабля «Індевор» і одна — за участі корабля «Діскавері», під час яких на станції побувало 44 астронавти.
Усього на станції працювали 104 космонавти з 12 країн.
Наприкінці 1990-х років на станції почали виходити з ладу різні прилади та системи. Через деякий час уряд РФ, посилаючись на дорожнечу подальшої експлуатації та незважаючи на численні проєкти порятунку станції, вирішив затопити «Мир». Станція відпрацювала утричі довше спочатку встановленого строку. Її було затоплено в спеціальному районі у південній частині Тихого океану 23 березня 2001 року.
Рекорди станції:
- Валерій Поляков — безперервне перебування в космосі протягом 438 діб (1995 рік).
- Шеннон Лусід — рекорд тривалості космічного польоту серед жінок — 188 діб (1996 рік).
- За кількістю експериментів — 23 000.

## Будова

Блоки станції «Мир»

Всі модулі, крім стикувального, доставлено ракетою-носієм «Протон».

### Базовий блок
Базовий блок 17КС №12701 був призначений для забезпечення діяльності екіпажу чисельністю до шести чоловік і управління комплексом «Мир» зі змінною конфігурацією. Був зібраний на Землі у квітні 1985 року, з 12 травня 1985 року він піддавався численним випробуванням на монтажному стенді. У результаті блок було істотно дороблено, особливо його бортову кабельну систему. Виведено на орбіту 20 лютого 1986 року. Нагадує орбітальну станцію серії «Салют». 
Всередині кают-компанія, дві індивідуальні каюти, герметичний відсік із центральним постом керування й засобами зв'язку. У стінці корпуса — портативна шлюзова камера. Зовні — 3 панелі сонячних батарей. Має шість стикувальних портів для з'єднання з вантажними кораблями й науковими модулями.

### Модуль «Квант»

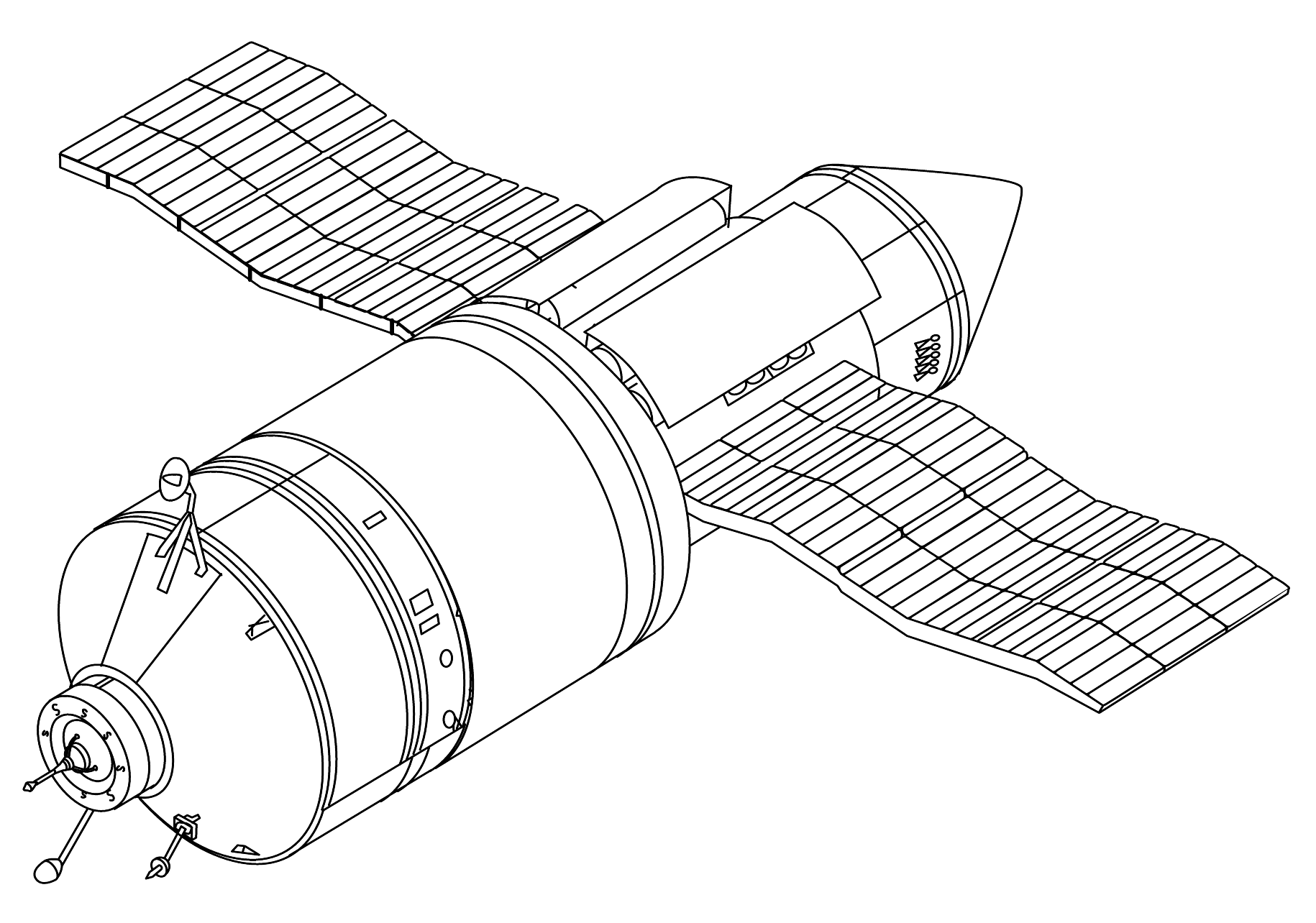
Модуль «Квант» з ТКМ-Е

Виведено на орбіту 31 березня 1987 року й пристиковано до станції «Мир» 12 квітня 1987 року. Астрофізичний модуль ніс комплекс приладів для спостереження космічних рентгенівських джерел. «Квант» також дозволяв здійснювати біотехнологічні експерименти в галузі антивірусних препаратів і фракцій.
- Маса 11 050 кг.
- Довжина 5,8 м.
- Максимальний діаметр 4,15 м.
- Обсяг, що перебуває під атмосферним тиском, 40 м².
- Площа сонячних батарей 1 м².
- Вихідна потужність 6 КВТ.

### Модуль «Квант-2»
Модуль дооснащення «Квант-2» (77КСД №17101, ЦМ-Д) запущено на орбіту 26 листопада 1989 року з пускової установки 39, 200-го майданчика космодрому Байконур за допомогою РН «Протон-К». Пристиковано 6 грудня 1989 року. Розробником і виробником модуля був ГКНПЦ ім. М.В. Хрунічева. 
Модуль дооснащення, для додаткового комфорту космонавтів. Ніс устаткування, необхідне для життєзабезпечення станції. Зовні — дві поворотні сонячні батареї.
«Квант-2» призначався для дооснащення комплексу «Мир» обладнанням, науковою апаратурою, а також для забезпечення виходу космонавтів у відкритий космос. Крім того, «Квант-2» використовувався для доставки на «Мир» вантажів. 
Паливо, що залишився в баках модуля після стикування, використовувалося для корекцій орбіти станції і зміни її орієнтації.

### Модуль «Кристал»
Стикувальний-технологічний модуль «Кристал» (77 КСТ № 17201, ЦМ-Т) був запущений на орбіту 10 червня з пускової установки 39 200-го майданчика космодрому Байконур ракетою «Протон-К». Пристиковано 10 липня 1990 року. Усередині було наукове устаткування різноманітного призначення:
1. Для дослідження одержання нових матеріалів в умовах невагомості. Це технологічні печі «Кратер-вм» і «Галлар», комплекс керування «Онікс», дзеркальна піч «Оптізон-1», експериментальні установки «Кристаллізатор-чск-1» і «Титус-чск-4», апаратура «Аліс-II».
2. Для астрофізичних, геофізичних і технічних експериментів. Це гамма-телескоп «Букет», Уф-телескоп «Глазар-2», спектрометр «З», магнітний спектрометр «Марія-2»
3. Для медичних і біологічних досліджень. До нього належать оранжерея «Світло» + FBI-2 і апаратури «Фертіль».
4. Для дослідно-промислового виробництва напівпровідникових матеріалів,
5. Для очищення біологічно активних речовин з метою отримання нових лікарських препаратів,
6. Для вирощування кристалів різних білків і гібридизації клітин.

Паливо, що залишився в баках модуля після стикування, використовувалося для виконання корекцій орбіти станції і зміни її орієнтації.

### Модуль «Спектр»
Дослідницький модуль «Спектр» (77КСО №17301, ЦМ-О) був запущений 20 травня 1995 року з пускової установки 23 81-го майданчика космодрому Байконур ракетою «Протон-К». «Спектру» першому вдалося зістикуватися із станцією з першої спроби: 1 червня модуль причалив до осьового вузлу ПХВ (перехідний відсік). У ніч на 3 червня була виконана його перестиковка на нижній вузол ПХВ, після чого екіпаж ЕО-18 відкрив в нього люк.
Наукова апаратура «Спектра» призначалася для дослідження природних ресурсів Землі, верхніх шарів земної атмосфери, власної зовнішньої атмосфери орбітального комплексу, геофізичних процесів природного і штучного походження в навколоземному космічному просторі і в верхніх шарах земної атмосфери, космічного випромінювання, медико-біологічних досліджень, вивчення поведінки різних матеріалів в умовах відкритого космосу. «Спектр» приніс на «Мир» додаткові джерела електроенергії і використовувався для доставки вантажів. 
Паливо, що залишився на «Спектрі» після стикування, використовувалося для проведення корекцій орбіти «Миру» і зміни його орієнтації.

### Стикувальний модуль
Стикувальний відсік (СВ, виріб 316ГК) був розроблений і виготовлений в РКК «Енергія» для стикувань шатлів до модуля «Кристал» без попередньої перестиковки з бічного на осьовий вузол ПХО Базового блоку «Миру».
Пристиковано 15 листопада 1995 року. Цей модуль доставив шаттл «Атлантіс» для забезпечення можливості стикування шаттлів зі станцією «Мир».

### Модуль «Природа»
Науково-дослідницький модуль «Природа» (77КСІ №17401, ЦМ-І) був запущений 23 квітня 1996 року й пристиковано 26 квітня 1996 року. 27 квітня була виконана його перестиковка на лівий бічний вузол ПХВ.    
Основне призначення «Природи» — дослідження поверхні і атмосфери Землі, атмосфери в безпосередній близькості від «Миру», впливу космічного випромінювання на організм людини та поведінки різних матеріалів в умовах космічного простору, а також отримання в умовах невагомості особливо чистих лікарських препаратів. Крім того, модуль використовувався для доставки на «Мир» вантажів, а паливо, що залишилося в баках після стикування, для корекцій орбіти станції і зміни орієнтації.

## Екіпажі

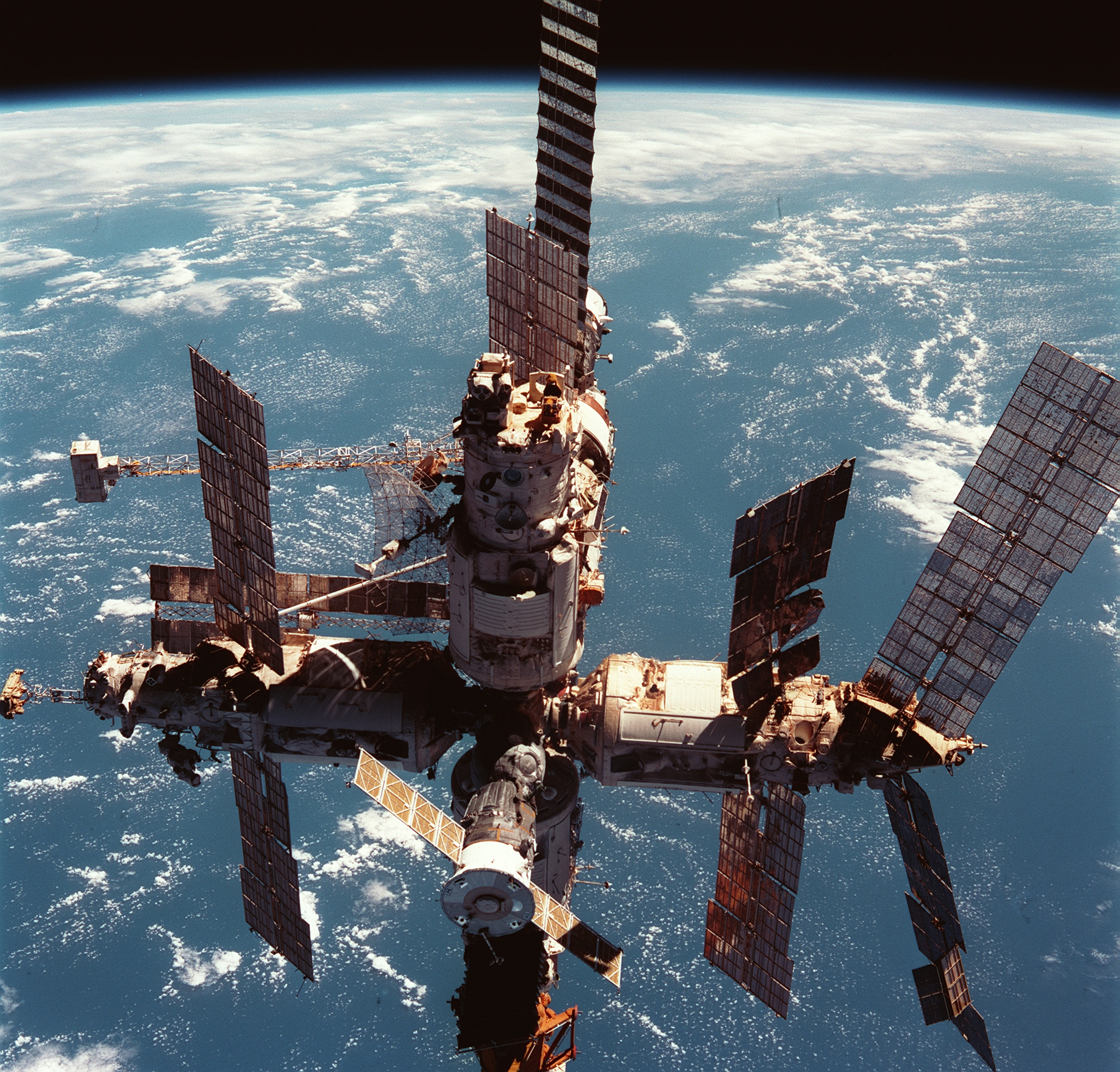
станція «Мир» 12 червня 1998

- Союз Т-15  з 13 березня по 4 травня, з 26 червня з 16 липня 1986
  - Леонід Кизим
  - Володимир Соловйов

- Союз ТМ-2  з 5 лютого по 30 липня 1987
  - Юрій Романенко
  - Олександр Лавейкін

- Союз ТМ-3  з 22 липня по 29 грудня 1987; міжнародний політ.
  - Олександр Вікторенко.
  - Олександр Александров
  - Мухаммед Фаріс — Сирія.

- Союз ТМ-4  з 21 грудня 1987 по 17 червня 1988
  - Володимир Титов
  - Муса Манаров
  - Анатолій Левченко

- Союз ТМ-5  з 7 червня по 7 вересня 1988; міжнародний політ.
  - Анатолій Соловйов
  - Віктор Савіних
  - Олександр Александров — Болгарія

- Союз ТМ-6  з 29 серпня по 21 грудня 1988; міжнародний політ.
  - Володимир Ляхов
  - Валерій Поляков
  - Абдул Ахад Моманд — Афганістан

- Союз ТМ-7  з 26 листопада 1988 по 27 квітня 1989; міжнародний політ.
  - Олександр Волков
  - Сергій Крикальов
  - Жан-Лу Кретьєн — Франція

- Союз ТМ-8  з 5 вересня 1989 по 19 лютого 1990
  - Олександр Вікторенко
  - Олександр Серебров

- Союз ТМ-9  з 11 лютого по 9 серпня 1990
  - Анатолій Соловйов
  - Олександр Баландін

- Союз ТМ-10  з 1 серпня по 10 грудня 1990
  - Геннадій Манаков
  - Геннадій Стрекалов

- Союз ТМ-11  з 2 грудня 1990 по 26 травня 1991; міжнародний політ.
  - Віктор Афанасьєв
  - Муса Манаров
  - Тоехіро Акіяма — Японія

- Союз ТМ-12  з 18 травня по 10 жовтня 1991; міжнародний політ.
  - Анатолій Арцебарський
  - Сергій Крикальов
  - Хелен Шарман — Велика Британія

- Союз ТМ-13  з 2 жовтня 1991 по 25 березня 1992; міжнародний політ.
  - Олександр Волков
  - Токтар Аубакіров
  - Франц Фібек — Австрія

- Союз ТМ-14  з 17 березня по 10 серпня 1992; міжнародний політ.
  - Олександр Вікторенко
  - Олександр Калера
  - Клаус-Дітріх Флад — Німеччина

- Союз ТМ-15  з 27 липня 1992 по 1 лютого 1993; міжнародний політ.
  - Анатолій Соловйов
  - Сергій Авдєєв
  - Мішель Тоніна — Франція

- Союз ТМ-16  з 24 січня по 22 липня 1993
  - Геннадій Манаков
  - Олександр Полещук

- Союз ТМ-17 (інші мови)  з 1 липня 1993 по 14 січня 1994; міжнародний політ.
  - Василь Циблієв
  - Олександр Серебров
  - Жан-П'єр Еньере — Франція

- Союз ТМ-18 (інші мови)  з 8 січня по 9 липня 1994
  - Віктор Афанасьєв
  - Юрій Усачов
  - Валерій Поляков

- Союз ТМ-19 (інші мови)  з 7 січня по 11 квітня 1994
  - Юрій Маленченко
  - Талгат Мусабаев

- Союз ТМ-20 (інші мови)  з 3 жовтня 1994 по 22 березня 1995; міжнародний політ.
  - Олександр Вікторенко
  - Олена Кондакова
  - Ульф Мербольд — ЄКА (Німеччина)

- Союз ТМ-21 (інші мови)  з 14 березня по 11 вересня 1995; міжнародний політ.
  - Володимир Дежуров
  - Геннадій Стрекалов
  - Норман Тагард — США

- ' STS-71 ' Атлантіс  з 27 червня по 7 липня 1995; міжнародний політ.
  - Роберт Гібсон — США
  - Чарлз Прекорт — США
  - Еллен Бейкер — США
  - Бонні Данбар — США
  - Грегорі Харб — США
  - Анатолій Соловйов
  - Микола Бударин

- Союз ТМ-22 (інші мови) з 3 вересня 1995 по 29 лютого 1996; міжнародний політ.
  - Юрій Гідзенко
  - Сергій Авдєєв
  - Томас Райтер — ЄКА (Німеччина)

- ' STS-74 ' Атлантіс  з 12 листопада по 20 листопада 1995
  - Кеннет Камерон — США
  - Джеймс Холселл — США
  - Джеррі Росс — США
  - Вільям МакАртур — США
  - Крістофер Хедфілд — Канада

- Союз ТМ-23 (інші мови) з 21 лютого по 2 вересня 1996
  - Юрій Онуфрієнко
  - Юрій Усачов

- ' STS-76 ' Атлантіс  з 22 березня по 31 березня 1996
  - Кевін Чілтон — США
  - Річард Сірфосс — США
  - Лінда Годвін — США
  - Майкл Кліффорд — США
  - Рональд Сега — США
  - Шеннон Лусід — США

- Союз ТМ-24 (інші мови)  з 17 серпня 1996 по 2 березня 1997; міжнародний політ.
  - Валерій Корзун
  - Олександр Калера
  - Клоді Еньєре — Франція

- ' STS-79 ' Атлантіс  з 16 вересня по 26 вересня 1996
  - Вільям Рідді — США
  - Терренс Уілкатт — США
  - Томас Ейкерс — США
  - Джером Епт — США
  - Карл Уолз — США
  - Джон Блаха — США.

- ' STS-81 ' Атлантіс  з 12 січня по 22 січня 1997
  - Майкл Бейкер — США
  - Брент Джетт — США
  - Джон Грансфелд — США
  - Маршу Айвінс — США
  - Пітер Уайсофф — США
  - Джеррі Ліненджер — США

- Союз ТМ-25 (інші мови)  з 10 лютого з 14 серпня 1997; міжнародний політ.
  - Василь Циблієв
  - Олександр Лазуткін
  - Райнхольд Евальд — ЄКА (Німеччина)

- ' STS-84 ' Атлантіс  з 15 травня по 24 травня 1997; міжнародний політ.
  - Чарлз Прекорт — США
  - Айлін Коллінз — США
  - Колін Фоулі — США
  - Карлос Норьєга — США
  - Едвард Лу — США
  - Жан-Франсуа Клервуа — США
  - Олена Кондакова

- Союз ТМ-26 (інші мови)  з 5 серпня 1997 по 19 лютого 1998
  - Анатолій Соловйов
  - Павло Виноградов

- ' STS-86 ' Атлантіс  з 25 вересня по 6 жовтня 1997; міжнародний політ.
  - Джеймс Уезербі — США
  - Майкл Блумфілд — США
  - Скотт Паразінскі — США
  - Уенді Лоуренс — США
  - Дейвід Вулф — США
  - Жан-Лу Кретьєн — CNES
  - Володимир Титов

- ' STS-89 ' Індевор  з 22 січня по 31 січня 1998; міжнародний політ.
  - Терренс Уілкатт — США
  - Джо Едвардс — США
  - Бонні Данбар — США
  - Майкл Андерсон — США
  - Джеймс Райлі — США
  - Ендрю Томас — США
  - Саліжан Шаріпов

- Союз ТМ-27 (інші мови) з 29 січня по 25 серпня 1998; міжнародний політ.
  - Талгат Мусабаев
  - Микола Бударин
  - Леопольд Ейартц — Франція

- ' STS-91 ' Діскавері  з 2 червня по 12 червня 1998; міжнародний політ.
  - Чарлз Прекорт — США
  - Домінік Горі — США
  - Уенді Лоуренс — США
  - Франклін Чанг-Діаз — США
  - Джанет Каванді — США
  - Валерій Рюмін

- Союз ТМ-28 (інші мови)  з 13 серпня 1998 по 28 лютого 1999
  - Геннадій Падалка
  - Сергій Авдєєв
  - Юрій Батурін

- Союз ТМ-29 (інші мови) з 20 лютого по 28 серпня 1999; міжнародний політ.
  - Віктор Афанасьєв
  - Жан-П'єр Еньере — Франція
  - Іван Белла — Словаччина

- Союз ТМ-30 (інші мови) з 4 квітня по 16 червня 2000
  - Сергій Залетін
  - Олександр Калера

## Цікаві факти
- На честь орбітальної станції «Мир» названо астероїд 11881 Мирстейшен.
- Група Ground Beat(інші мови) присвятила свій кліп «Чорна вода» станції «Мир». Зйомки відбувалися на макеті станції в центрі підготовки космонавтів.